# Finally Out of P.E.
Finally Out of P.E. es el álbum de estudio debut de la cantante y actriz estadounidense Brie Larson, publicado el 18 de octubre de 2005 iniciando su trayectoria en el mundo musical. La discográfica del álbum fue Casablanca Records. El álbum cuenta con 13 canciones, algunos de los cuales fueron coescritas por Larson, y se centra más que nada en la vida de una adolescente.

## Contenido
La discográfica  Casablanca Records lanza el 18 de octubre de 2005, el álbum Finally Out of P.E de Brie Larson, quien más tarde en una entrevista exclama: "Creo que escribo cosas que otros no escriben, no tengo muchas canciones de amor porque yo realmente no tengo mucha experiencia con los chicos. Yo solo escribo lo que en realidad estoy pasando en mi vida real. Ahí es donde viene el título de mi álbum Finally Out of P.E. ("Finalmente Fuera de Educación Física"). Mi profesorado de Educación Física no me gustaba en absoluto, era muy difícil de tratar porque yo estaba por lo general como mascota de profesores. Así que cuando me enteré de que tengo mi contrato discográfico, yo estaba como, "Finalmente Fuera de Educación Física"".

## Rendimiento comercial
Debido a muchos retrasos en las fechas de lanzamiento, se esperaba que el álbum pudiera ser lanzado en otoño de 2004. Pero sin embargo, el álbum fue lanzado más tarde el 18 de octubre de 2005. La falta de promoción del sello discográfico, hizo que el álbum solamente pudiera venderse con un total de 5.000 copias en los Estados Unidos. En otros países de América, el álbum se promociona como música de descarga y streaming. 

## Lista de canciones
| Track listing |                             |                                               |          |  |
| N.º           | Título                      | Escritor(es)                                  | Duración |  |
| 1.            | «Life After You»            | Blair Daly & Troy Verges                      | 3:07     |  |
| 2.            | «Whatever»                  | Alex Cantrall & oulshock                      | 3:16     |  |
| 3.            | «Shoebox»                   | Eren Cannata                                  | 3:19     |  |
| 4.            | «Falling Into History»      | Jessica Sheely & Peter Zizzo                  | 4:11     |  |
| 5.            | «Done with Like»            | Holly Brook, Jon Ingoldsby & Brie Larson      | 3:46     |  |
| 6.            | «Loser in Me»               | Alex Cantrall, Brie Larson & Soulshock        | 3:37     |  |
| 7.            | «Finally Out of P.E»        | Brie Larson, Jessica Sheely & Michael Binikos | 3:17     |  |
| 8.            | «She Shall Remain Nameless» | Brie Larson, Jessica Sheely & Michael Binikos | 3:41     |  |
| 9.            | «She Said»                  | David Frank, Lindy Robbins & Pamela Sheyne    | 3:44     |  |
| 10.           | «Invisible Girl»            | Brie Larson, Craig Bartock & Michael Binikos  | 2:42     |  |
| 11.           | «Go Goodbye»                | Brie Larson, Craig Bartrock & Michael Binikos | 3:31     |  |
| 12.           | «Ugly»                      | Brie Larson & Michael Binikos                 | 3:29     |  |
| 13.           | «Hope Has Wings»            | Amy Powers, Dorian Cheah, & Rob Hudnut        | 4:02     |  |

- Todos los títulos, y créditos de la escritura aparecen por cortesía de AllMusic.[4]

## Créditos
- Productor ejecutivo: Tommy Motolla & Bruce Carbone
- A&R: Sal Guastella
- Coordinadores: Joanne Oriti & Chris Apostle
- Administración: Barbara Wesotski
- Gestión: Brad Patrick & Randy Buzzelli for PMG
- Masterizado por: Chris Gehringer at Sterling Sound
- Dirección de Arte: Sandy Brummels
- Diseño: Joe Spix
- Fotografía de álbum: Tony Duran

Todos los créditos aparecen por la cortesía de AllMusic.

## Lugares de grabación
- Canciones 01, 03, 05, 10, 11, 14 grabado en Cove City Sound Studios, LI, Nueva York
- Las pistas 02, 06 registrado en Soulpower Studios, Los Ángeles, CA
- Canciones 04 grabado en Big Baby, LLC, New York, NY
- Canciones 07, 08, 12 registrado en Westlake Audio, Hollywood, CA
- Canciones 09 grabado en Canyon Reverb Studio , Topanga, CA
- Canciones 13 registrado en The Pool House, Long Island, Nueva York y The Village, Los Ángeles, CA